# شاهزاده کلاهبردار
شاهزاده کلاهبردار (به فرانسوی: Le Guignolo) یک فیلم سینمایی کمدی فرانسوی-ایتالیایی به کارگردانی ژرژ لوتنر با بازی ژان-پل بلموندو محصول سال ۱۹۸۰ میلادی است.